# 喜彩莲
喜彩莲（1916年—1997年2月7日），原名张素梅、张菡香，女，原籍山东掖县，生于辽宁丹东，中国评剧表演艺术家，中国评剧院演员，第六、七届全国政协委员。